# Juan José Paso (Buenos Aires)
Juan José Paso es una localidad de la provincia argentina de Buenos Aires, en el partido de Pehuajó, a 42 km al sudoeste de Pehuajó.

## Población
Juan José Paso, por cantidad de habitantes, es segunda localidad en el distrito de Pehuajó.
Cuenta con 2176 habitantes (Indec, 2010), lo que representa un descenso del 5% frente a los 2296 habitantes (Indec, 2001) del censo anterior.
| Gráfica de evolución demográfica de Juan José Paso entre 1970 y 2010 |
|                                                                      |
| Fuentes: INDEC                                                       |

### Personalidades destacadas
Hugo Arana, actor y comediante argentino de cine, teatro y televisión (1943-2020)

## Lugares para visitar
- Laguna El Recado, el espejo de agua ocupa 2000 ha., lugar ideal para los amantes de la pesca de pejerrey, de costa y embarcado.

## Fiestas y eventos
- 7 de octubre: Fiestas Patronales de Nuestra Señora del Rosario.

## Historia
En 1889, Félix Lora solicitó al Gobierno de la provincia de Buenos Aires una aprobación de un proyecto para instaurar un centro agrícola en terrenos de su propiedad. El agrimensor Luis Monteverde fue la persona encargada para tal proyecto, el cual fue aprobado el 21 de octubre de 1889. Un año más tarde el Poder Ejecutivo convalida la respectiva mensura y en abril de ese mismo año (1890), se inaugura la Estación Ferroviaria y en sus inmediaciones fue conformándose un pequeño núcleo poblacional. Cabe citar que el nombre dado en sus comienzos fue Juan Jose Passo (con dos "s").[cita requerida]
La década de 1940 y 1950, fueron las épocas de mayor auge de la localidad, llegando a los 5000 habitantes, e intentó varias veces, sin poder lograrlo, tratar de ser cabeza de partido.[cita requerida]
En esos años de auge fue cuando funcionaban academias de pintura, bordados, corte y confección, la Biblioteca Sarmiento y las Escuelas N° 16 y N° 8.
El actor Hugo Arana (1943-2020) nació en este pueblo.

## Deportes y actividades sociales
Se canalizaban en los clubes, aún existentes:
- Social y Deportivo Progreso que tiene equipo de fútbol jugando en la liga
- Club  Instituto Juan José Paso
- Club Agrario
- Club Juventud
- Club Agro, éste distanciado 5 km del pueblo, la mayoría de sus socios son habitantes de los campos aledaños.

También existía la Sociedad de Socorros Mutuos La Fraternal, la Sociedad Española y la Italiana.

## Economía
Su desarrollo económico se relaciona directamente con las actividades agropecuarias de su zona de influencia.

## Educación
Es brindada por el Jardín de Infantes, C.E.C N.º 803, las Escuelas N° 8 y N° 16, y el Colegio Secundario Juan José Paso.

## Toponimia
Su denominación memora a Juan José Paso, secretario de la Primera Junta de Gobierno y prócer de la Independencia Argentina. 

## Parroquias de la Iglesia católica en Juan José Paso
| Diócesis  | Nueve de Julio             |
| --------- | -------------------------- |
| Parroquia | Nuestra Señora del Rosario |